# 點正娛樂新聞王
點正娛樂新聞王，是由香港新城電台所舉辦，由2007年起，於每年2月舉辦，為全港第二個香港娛樂新聞頒獎典禮，橫跨樂壇、電影圈、電視圈及模特兒圈。

## 歷屆頒獎禮
為免條目冗長，歷屆得獎名單將在下列按年分述。本條目只顯示最近一屆的簡單概況

### 最近一屆
- 名稱：點正娛樂新聞王
- 舉辦日期：2007年2月4日
- 地點：奧海城
- 得獎名單

| 樂壇男新聞王           | 劉德華         |
| 樂壇女新聞王           | 衛蘭           |
| 樂壇新登場新聞王       | 衛詩           |
| 樂壇幕後新聞王         | 霍汶希         |
| 電影男新聞王           | 任達華         |
| 電影女新聞王           | 蔡卓妍         |
| 電影新登場新聞王       | 吳景滔         |
| 電影幕後新聞王         | 徐小明         |
| 電視男新聞王           | 馬德鐘         |
| 電視女新聞王           | 鄧萃雯         |
| 電視新登場新聞王       | 黃德斌         |
| 電視主持新聞王         | 陳志雲         |
| 模特兒新聞王           | 周汶錡         |
| 慈善新聞王             | 傅明憲         |
| 健康組合新聞王         | 李司棋、顧紀筠 |
| 內地聽眾投選香港新聞王 | 劉德華         |

### 其他年度
- 2006年

## 外部連結
- 新城電台 （页面存档备份，存于）